# Bubonoxena aspersana
Bubonoxena aspersana är en fjärilsart som beskrevs av Kuznetsov 1988. Bubonoxena aspersana ingår i släktet Bubonoxena och familjen vecklare. Inga underarter finns listade i Catalogue of Life.